# 話題
言語学における話題（わだい：Topic）は、主題（しゅだい、ドイツ語: Thema、英語: theme）、題目（だいもく）などともいい、文によって陳述される中心的対象をいう。文中に明示された場合には話題語（主題語）ともいう。日本語では話題が前の文と同じである場合には省略することが多い（主題役割というときの「主題」とは直接関係はない）。

## 概要
話題は基本的には、談話の相手にとって何らかの情報がある「既知」のもの、つまり典型的には英語でいえば定冠詞つき名詞や代名詞で示されるもの、日本語でいえば助詞「は」で示されるものである（定性参照）。
それに対し、文の与える情報として一番重要な部分として強調したいものは焦点（Focus）と呼ばれ、言語によっては話題と区別しにくいこともあるが、焦点は一般に談話の相手にとって「未知」のものである。
多くの言語では、話題を示すのに以下のようないろいろの方法を用いる：
- 主語（英語などではこれが話題を兼ねることが多い）として明示する。
- 受動態を使って本来の目的語を主語に変換する。
- 文から切り離す。
- 話題マーカー（英語では"As for..."、"Speaking of..."など；日本語では「は」など）を付け足して強調する。
- 左方移動（left dislocation）：話題語を文頭に移動する。

文のレベルでの話題と談話のレベル（文脈）における話題は区別しなければならない。例えば「太郎の家」の話をしている（談話レベルの話題は「太郎の家」）場合でも、個々の文の話題は「太郎」自身になったり、「太郎の隣人」、「太郎の家のデザイン」、「太郎の家のある町」などになったりする。

## 種々の言語における話題
英語など（主語優勢言語）では主語が文を構成する必須の単位であり、話題は明示しない限りは主語と一致する。受動態も話題を示す重要な方法である。
日本語などの主題優勢言語では、必ずしもそうでなく（言語によって程度が異なるが）むしろ話題の方が重要である。これらでは話題解説構文（topic-comment frame、あるいは主題題述構文theme-rheme frame）が基本的な構文となる。「象は鼻が長い」などは二重主語文と呼ばれることもあるが、実際には「象は」が文全体の話題語、「鼻が」は述語「長い」に対する主語であり、話題「象は」に対して題述部（あるいは述部）「鼻が長い」をつないだ構文である。また、「民主国家では表現の自由を重視する」のように、主語のない（話題語はある）文もごく一般的である。
日本語の話題マーカーとして代表的なのは助詞「は」である。そのほかに「・・・なら」、「・・・といえば」なども話題マーカーとして用いられる。また、口語では「これ、私が書いたものです」のように文から切り離す方法がよく用いられる。
朝鮮語にも日本語の「は」に対応する助詞「는」がある（用法はやや異なる）。これに似た話題マーカーはベトナム語やソマリ語などにもある。
中国語では話題語を文頭に移動する様式が中心となる（"A有B"「AにはBがある」など）。
ハンガリー語（どちらかというと主語優勢であるが、語順はかなり自由）は、焦点を動詞直前に持ってきて動詞の形態の違いで明示する特徴があり、話題は（それほど明示的でないが）文頭に表示する傾向がある。

## 日本語の「は」
日本語の「は」は、純粋の話題マーカーとしての用法のほか、対比（「リンゴは好きだが、梨は嫌いだ」）や限定（「惜しくはない」）にもよく用いられる。
また、文中に複数の「は」が現れることも可能である。例えば「私はその話は詳しくは知らない」では「私」が文全体の話題であり、そのあとの「その話」と「詳しく」は対比・限定性が強い。「は」の用法はこのほかにもあり、特に述語では「…ではない」のように特別な機能なしに慣用的に用いられることもある。
「は」で示される話題は、特に断らない限り、その節だけでなく、文全体にかかる（"「は」の句読点越え"）。

例（料理を食べ終わって、感想を言っている文脈で）：
- 「肉は固かったけど、おいしかった」：肉（話題）もおいしかった意味にとれる。
- 「肉が固かったけど、おいしかった」：肉はおいしくなかったが、料理全体（明示されない話題）としてはおいしかった意味にとれる。
- 「肉は固かったけど、魚はおいしかった」：肉料理はおいしくなかったが、魚料理はおいしかった（対比）意味にとれる。